# Lee Jung-ha
Lee Jung-ha (en hangul, 이정하; nacido el 23 de febrero de 1998) es un actor surcoreano.

## Vida personal
Lee Jung-ha es el mediano de tres hermanos. Debido a que trabajaban tanto su padre como su madre, fue criado prácticamente por su abuela.
Su nombre de nacimiento es Lee Kwang-min, pero empezó a usar su nombre artístico por consejo de su agencia. Se graduó en la escuela secundaria Yongin Seong. En la niñez se dedicó a la práctica del fútbol, que abandonó en primer curso de secundaria debido a una grave lesión de rodilla.

## Carrera
Lee Jung-ha conoció la actuación en el departamento de teatro de su escuela, donde empezó a actuar cuando estaba en tercer curso de secundaria; entonces recibió una llamada para entrar en JYP Entertainment, donde pudo entrar como aprendiz de idol, aunque no llegó a hacerlo y eso fue motivo de arrepentimiento. Renunció tras comprobar que sus coetáneos en la agencia sabían cantar y bailar mucho mejor que él, que nunca había estudiado estas disciplinas. Su primera aparición en televisión fue como cantante en el programa de KBS2 The Unit: Idol Rebooting Project (2017), donde se daba una segunda oportunidad a artistas que no habían triunfado. Aunque abandonó la idea de hacerse idol, Lee consideró aquella aparición en The Unit como una experiencia valiosa que le ayudó a crecer. Después pasó a la agencia Namoo Actors, y en el mismo 2017 debutó ya como actor, en la serie web Heart Attack Warning.
Su primer papel en la televisión tradicional llegó en 2019, con la serie de MBC Goo Hae-ryung, la historiadora novata, donde interpreta a uno de los jóvenes funcionarios de la administración en la corte real. Al año siguiente volvió a coincidir con la actriz Shin Se-kyung en El amor es la meta, donde interpreta el papel del velocista Kim Woo-shik. Y en 2021 obtuvo otro papel secundario en Aun así, en JTBC como la anterior.
En 2023 interpretó el papel de Kim Bong-seok, un estudiante de último año de secundaria que tiene la capacidad de volar pero vive una vida normal ocultando sus superpoderes, en la serie de Disney+ Moving. Antes de hacer el papel ganó 30 kg de peso para parecerse al personaje del webtoon en el que se basa la serie, recibiendo los elogios por su trabajo del autor de aquel, Kang Full.
Su debut en la pantalla grande llegó en 2024, como coprotagonista del drama musical Victory, inspirado en la historia del primer grupo de animadoras de Corea del Sur, formado en una escuela secundaria del sur del país. En él tiene el papel de Yoon Chi-hyung, que juega como portero del equipo de fútbol de la escuela.

## Filmografía

### Cine
| Año  | Título     | Hangul                | Papel          | Notas                                                | Ref.          |
| ---- | ---------- | --------------------- | -------------- | ---------------------------------------------------- | ------------- |
| 2023 | It's Okay! | 괜찮아 괜찮아 괜찮아! | Do-yoon        | Rodada en 2021; estreno comercial en febrero de 2025 | [ 14 ]        |
| 2024 | Victory    | 빅토리                | Yoon Chi-hyung |                                                      | [ 13 ] [ 15 ] |

### Series de televisión
| Año     | Título                                | Papel        | Canal         | Notas              | Ref.                 |
| ------- | ------------------------------------- | ------------ | ------------- | ------------------ | -------------------- |
| 2017    | Heart Attack Warning                  | Jo-min       |               | Serie web          | [ 7 ]                |
| 2018    | Want More 19                          | Ma Tae-hee   | Naver TV Cast | Serie web          | [ 7 ]                |
| 2019    | Freshman                              | Cha Do-jin   | YouTube       | Serie web          | [ 16 ]               |
| 2019    | Travel Story                          | Dong-hye     |               | Serie web          | [ 16 ]               |
| 2019    | Goo Hae-ryung, la historiadora novata | Kim Chi-kook | MBC           |                    | [ 7 ] [ 16 ]         |
| 2020-21 | El amor es la meta                    | Kim Woo-shik | JTBC          |                    | [ 8 ] [ 17 ]         |
| 2021    | Aun así                               | Kim Eun-han  | JTBC          |                    | [ 18 ] [ 19 ]        |
| 2023    | Moving                                | Kim Bong-suk | Disney+       | Serie web          | [ 20 ] [ 21 ] [ 22 ] |
| 2024    | The Auditors                          | Goo Han-soo  | tvN           |                    | [ 23 ] [ 24 ] [ 25 ] |
| 2025    | Un chico ejemplar                     | Lee Kyung-il | JTBC          | Aparición especial | [ 26 ]               |

## Otras actividades
| Año  | Programa                         | Canal | Notas                                                        | Ref.          |
| ---- | -------------------------------- | ----- | ------------------------------------------------------------ | ------------- |
| 2017 | The Unit: Idol Rebooting Project | KBS2  | Concurso de audiciones en antena del 28/10/2017 al 10/2/2018 | [ 27 ] [ 28 ] |